# Luz de esperanza
Luz de esperanza es una telenovela musical-dramática peruana transmitida por la cadena América Televisión, bajo la producción de Del Barrio Producciones, dirigida y producida por Michelle Alexander. Es la secuela y spin-off de la otra producción anterior del mismo canal Luz de luna, emitida entre 2021 y 2023.
Está protagonizada por André Silva y Naima Luna; y a su vez cuenta con las actuaciones estelares de Andrea Alvarado, Silvia Bardalez, Stefano Salvini, Areliz Benel, Valentina Saba, Cindy Díaz y Renato Bonifaz; junto con Martín Martínez, Wendy Vásquez, Alberick García y Sebastián Ligarde en los roles antagónicos. Silva, Luna y Ligarde repiten sus respectivos papeles de la antecesora.  
Además cuenta con las actuaciones infantiles de Ivanna Vernal, Alle Müller, Gianfranco Bustíos y Pablo Teruya; incluyendo la participación especial de Gonzalo Molina quien labora como el coach actoral de los niños y niñas que participan en la telenovela.  
La telenovela inició sus transmisiones el 11 de diciembre de 2023, reemplazando a la otra producción Perdóname, que fue cancelada. El rodaje comenzó a grabarse en noviembre de ese año y se utilizó al pueblo de Villa Esperanza como el lugar central inicial de la ficción. A inicios de diciembre, se estrenó el primer avance oficial en televisión nacional, obteniendo críticas divididas con comentarios negativos del público por la continuación de la telenovela y el favoritismo a la novela protagonizada por Aldo Miyashiro y Érika Villalobos y también con comentarios positivos de los seguidores que esperaban la continuidad de la historia de los personajes de León y Luz. Por otra parte, se decidió que la canción «Júrame» del compositor Miguel Laura, se mantenga como tema principal de la historia, así como lo fue en la serie antecesora.

## Sinopsis
León y Luz enfrentarán nuevos problemas debido a un terrible accidente que los separará y cambiará sus vidas por completo. Ambos tendrán que superar varios obstáculos para volver a estar juntos así como también liberarse de las garras de nuevos villanos como el alcalde de Villa Esperanza y su esposa, la malvada Ágatha.

## Argumento
Luz de esperanza es la continuación de la historia del cantante de cumbia León Zárate (André Silva).
La historia inicia cuando León se va de viaje a Villa Esperanza junto a su hija Luz Zárate (Naima Luna) para visitar el pueblo de su madre Yolanda Ruiz (Liliana Trujillo). Tras llegar a Villa Esperanza, León se da con la sorpresa de que el alcalde de la ciudad Manuel Soto (Alberick García) se quiere apoderar de su terreno y de los niños que se albergan en ese lugar, por lo que graba un vídeo y lo sube a redes sociales en donde expone las corruptas acciones del alcalde, quien no se queda tranquilo y le promete que lo hará arrepentirse de lo que le hizo. Más tarde, mientras manejaba su carro el cual estaba fallando, León sufre un accidente al tirarse del barranco de un río luego de abrocharle el cinturón de seguridad a Luz para evitar que ella salga herida; tras lo sucedido, Luz comienza a buscar a su padre. Sin embargo, mientras estaba sola en la carretera, termina siendo secuestrada por Ágatha Castro (Wendy Vásquez), esposa de Manuel, con quien tiene secuestrados a varios niños huérfanos y los cuales les harán la vida imposible a León y Luz.
León termina siendo salvado por Petronilo Quispe (Martín Martínez), un hombre con la discapacidad de autismo y persona admiradora del cantante, quien inicialmente provocó el accidente automovilístico por órdenes de Ágatha pero tras enterarse de que el auto le pertenecía a su cantante favorito se dispone a buscarlo para auxiliarlo y mantenerlo escondido del alcalde y Ágatha, llevándolo a su casa en donde vive con su mejor amigo Benito Orbegoso (Stefano Salvini), un médico quien posteriormente se enamora de la profesora Anita Alfaro (Andrea Alvarado), sin saber este que Petronilo también está enamorado de la profesora. Anita es la hija de Guillermina Huanca (Silvia Bardalez), una señora ama de casa que le tiene mucho cariño a León y su hija, la cual es la encargada de proteger el terreno de su comadre Yolanda y quien junto a su hija mantiene a su cuidado a tres niños huérfanos: Juani Huallpa (Ivanna Vernal), Santi Paredes (Gianfranco Bustíos) y Willy Lozano (Pablo Teruya).
Por otro lado, Petronilo quien trabaja con Ágatha y Manuel recibe la orden de desaparecer el cuerpo de León, debido a que ellos creen que León está muerto, sin saber que realmente está vivo al cuidado de Petronilo quien no les cuenta la verdad por miedo a meterse en problemas con sus jefes, y también ocultándole a Benito la verdad de lo que le hizo a León como parte de su trabajo con los secuestradores. Cuando Manuel le pregunta a Petronilo dónde esta enterrado el cuerpo de León, este último le responde haciéndose el que no se acordaba, contándole el cuento de que había bebido alcohol y que por esa razón no sabe que es lo que hizo con el cuerpo de León, armando toda esa farsa para que Manuel no se diera cuenta de que tras el accidente realmente llevó a León a su casa y así el alcalde no tendría malas intenciones en su contra. A consecuencia de eso, Manuel se enoja con Petronilo llamándole la atención y amenazándolo con que si no encuentra el cuerpo de León, en su lugar a él lo enterraría vivo.
Luz es llevada al albergue de niños a la fuerza por Ágatha. Pero Guillermina intenta impedir que Agatha se lleve a Luz a ese lugar pero desiste cuando esta la amenaza con romperle el brazo a la niña. Mientras Luz, se encuentra encerrada dentro de una reja, se llena de esperanza recordando a su padre León y a su madre Luna (Vanessa Silva) por lo que comienza la lucha para reencontrarse con su papá y alejarse de Ágatha y Manuel.
León se recupera del accidente pero pierde la memoria y tras escaparse de la casa de Petronilo se va a trabajar como mesero del restaurante de don Eriberto Quiñones (Jesús Aranda), usando su nuevo nombre de Leonardo Salinas, en donde llega a conocer a la hija del dueño, Eva Quiñones (Areliz Benel), fan del cantante de cumbia quien comienza a tener sentimientos románticos hacia él, mientras que León comienza a recordar su pasado con su pareja Alma Hermoza (Vanessa Silva) y su hija Luz. Mientras que Benito recibe la sorpresa de que su expareja Rebeca Fuentes (Cindy Díaz), tiene un hijo oculto suyo.
El exproductor musical de León, Adán Cruces (Sebastián Ligarde), tras salir libre de prisión vuelve a trabajar en la música pero esta vez con Luz y sus amigos en un proyecto musical. Más adelante, Elisa Ríos (Ale Müller) le propone a Adán ser la vocalista principal de su banda, aceptando él a cambio de que ella sea su aliada y pueda quitarle el protagonismo a Luz. Además de ello, Bobby Chipén (Renato Bonifaz), extrabajador de Adán, regresa trabajando nuevamente con él siendo el profesor de música de la banda Esperanza, agrupación formada por Luz y sus amigos, y enamorándose además de la profesora Anita. Tras la muerte de Manuel, Ágatha continua con la tarea de intentar deshacerse de Luz y de los niños, comenzando con unirse a Adán, quien se convierte en su nuevo esposo. Por otro lado, Adán secuestra a Eva y finalmente la mata, luego de que ella se arriesga y sacrifica metiéndose en su casa para revelarle toda la verdad a León sobre su verdadera identidad.
Más adelante, Elisa se lleva la sorpresa de que su madre Mariella Luján (Giselle Collao) está viva. Mariella le afirma que nunca la abandonó, ya que confiesa que Ágatha tuvo secuestrada a Elisa haciendo que crezca encerrada con ella. Para salir limpia de los cargos policiales, Ágatha obliga a mentir a Elisa para que le diga a todos en televisión nacional que Mariella la maltrataba, con la finalidad de que ella se quede con la niña y Mariella pierda el caso.
Ágatha va a un programa televisivo con su abogado Rubén Rivera (Gabriel González) y Elisa para confirmar con quién se queda la niña. Por otro lado, al programa también van Mariella y su abogada Alicia Orbegoso (Valentina Saba), la hermana de Benito, para reunirse cara a cara con los mencionados. Tras decidir desobedecer a Ágatha y llenarse de valentía contando toda la verdad, Elisa finalmente logra abrazar a su madre, pero a los pocos minutos, es llevada por la policía a un orfanato hasta que Mariella logre poseer su tenencia. Posteriormente, Ágatha tira por las escaleras a Adán afirmando ser mejor que él, haciendo que quede paralítico. Luego, Luz entra a la casa de Ágatha y Adán para intentar salvar a Juani y Santi, pero Ágatha la atrapa llevándola a ser encerrada en su casa por lo que León va a salvar a Luz y sus amigos. Tras abrir la puerta, León le pregunta a Ágatha en dónde tiene a Luz, y ella se justifica mintiéndole. León no cree en las palabras de Ágatha y empieza a buscar a su hija, sin saber que está encerrada.

## Temporadas
| Temporada | Temporada | Episodios | Episodios | Emisión original        | Emisión original    |
| Temporada | Temporada | Episodios | Episodios | Primera emisión         | Última emisión      |
| --------- | --------- | --------- | --------- | ----------------------- | ------------------- |
|           | 1         | 65        | 65        | 11 de diciembre de 2023 | 13 de marzo de 2024 |

## Reparto

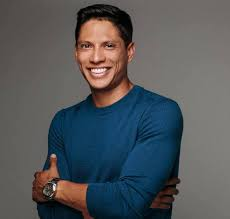
André Silva es León Zárate.

### Principales
- André Silva como León Zárate Ruiz «el León de la Cumbia»[4]
- Naima Luna como Luz Zárate Mujica / Luz de Souza Mujica[4]
- Wendy Vásquez como Agatha Castro de Soto / de Cruces[4]
- Alberick García como Manuel Soto[4]
- Silvia Bardalez como Guillermina Huanca[4]
- Stefano Salvini como Doctor Benito Orbegoso[4]
- Andrea Alvarado como Profesora Ana Martina «Anita» Alfaro Huanca[4]
- Martín Martínez como Petronilo «Petro» Quispe Villegas[4]
- Areliz Benel como Eva Quiñones[15]
- Cindy Díaz como Rebeca Fuentes
- Valentina Saba como Dra. Alicia Orbegoso
- Renato Bonifaz como Roberto «Bobby» Chipén
- Ale Müller como Elizabeth Sisniegas Luján / Elisa Rosario Ríos Huanta[4]
- Ivanna Vernal como Juani Huallpa[4]
- Gianfranco Bustíos como Santiago «Santi» Paredes[4]
- Pablo Teruya como William «Willy» Lozano[4]
- Sebastián Ligarde como Adán Cruces Lezama

### Recurrentes e invitados especiales
- Vanessa Silva como Luna Mujica Camet y como Dra. Alma Hermoza Flores
- Juan Luis Maldonado como Fiscal
- Alexa Centurión como Zenobia
- Edwin Vásquez como Oficial Pérez
- Kelly Estrada como Enfermera Noelia Paico
- José Silva como Camionero
- Jesús Aranda como Don Eriberto Quiñones
- Miguel Seminario como Coco Huallpa
- Antonio Arrué como Guido
- Yanina Ugarte como Gladys
- Aníbal Lozano Herrera como Kike
- Mayra Najar como Martirio
- Gustavo Núñez como Edward
- Izán Alcázar como Tomás «Tomasito» Orbegoso Fuentes
- Patricia Barreto como María Augusta «Maricucha» López Huamán
- Andrés Vílchez como Renato Montero Corbacho
- Carlos Casella como Herbert Rodríguez
- Jorge Bardales como Hugo
- Diego Salinas como Sebastián Urieta
- Percy Velarde como Wilfredo
- Fabián Calle como Josué
- Gabriel González como Rubén Rivera
- Juan Carlos Pastor como José Luis Joya Peña
- Ethel Pozo como Carolina
- Víctor Prada como Profesor Chocano
- Giselle Collao como Mariella Luján
- Dante del Águila como Doctor
- Liliana Trujillo como Yolanda Ruiz
- Haydeé Cáceres como Chabelita
- Katia Salazar como Giannina
- Paola Miñán como Fiscal Noelia Valera
- Carlos Mesta como Señor Alfaro
- Luis José Ocampo como Leopoldo «Polo» Cóndor

## Banda sonora
- «Júrame» — André Silva
- «Canción para dos» — André Silva y Naima Luna
- «Luz de esperanza» — André Silva y Naima Luna
- «Tú mi papito» — Naima Luna
- «Ser valiente» — Naima Luna
- «Linda wawita» — William Luna
- «Júrame» — Renato Bonifaz
- «Adiós pueblo de Ayacucho» — Gianfranco Bustíos
- «Ser valiente» — Naima Luna y Gianfranco Bustíos
- «No soy el mejor» – Marco Antonio Guerrero
- «Que ironía» — Diego Dibós
- «Que pena por ti» — Zona Libre
- «Siempre» – Alondra Cenegal
- «Siempre» – Areliz Benel
- «Tienes todo lo que quiero» – André Silva
- «Esta noche» — Los Barraza
- «Amor de madre» — Pablo Teruya
- «Amor de niñez» — André Silva
- «Vienes y te vas» — André Silva
- «Luz de Luna» — André Silva
- «Mi pequeña ilusión» — André Silva
- «Amor de niñez» — Renato Bonifaz
- «Juntos» — Naima Luna, Gianfranco Bustíos, Ivanna Vernal, Pablo Teruya y Ale Müller
- «Ruge mi cumbia» — Renato Bonifaz
- «Cuando llegué mi mamá» – Ale Müller
- «Mi mamá» – Naima Luna y Ale Müller
- «La súper cantante» – Ale Müller
- «Ser feliz» – Naima Luna e Ivanna Vernal
- «Mi amor bonito» – Naima Luna, Gianfranco Bustíos, Ale Müller, Ivanna Vernal y Pablo Teruya
- «Fue un sueño nada más» – Renato Bonifaz
- «Mi mamá» – Ale Müller
- «Júrame» – Gianfranco Bustíos
- «Me cantabas tú» – Naima Luna
- «Si supieras» – William Luna
- «No puedo alejarme de ti» – André Silva
- «Candela» – Las muñecas de la cumbia
- «Verlos juntos sonreír» – Vanessa Silva
- «Por ti» – Deyvis Orosco
- «La amistad» – Ale Müller
- «Te quiero hasta el infinito» – André Silva
- «Tú mi mamita» – André Silva
- «Anita bonita» – Martín Martínez
- «La esperanza de ser feliz» – Ivanna Vernal
- «Nada es lo mismo» – Naima Luna, Gianfranco Bustíos, Ale Müller, Ivanna Vernal y André Silva
- «Por ti estoy solo» – William Luna
- «Siempre voy a brillar» – Wendy Vásquez y Naima Luna
- «No me la recuerden» – André Silva
- «Juntos» – Naima Luna, Gianfranco Bustíos, Ale Müller, Ivanna Vernal, Pablo Teruya y André Silva

## Episodios
| N.º en serie | N.º en temp. | Título                                                | Dirigido por | Escrito por   | Fecha de emisión original |
| --- | ------------ | ----------------------------------------------------- | ------------ | ------------- | ------------------------- |
| 1 | 1            | «León y Luz serán separados en un terrible accidente» | Aldo Salvini | Abel Enríquez | 11 de diciembre de 2023   |
| León y Luz enfrentarán nuevos problemas. Un terrible accidente lo cambiará todo. ¿Los separarán para siempre? |              |                                                       |              |               |                           |
| 2 | 2            | «La vida de León correrá peligro»                     | Aldo Salvini | Abel Enríquez | 12 de diciembre de 2023   |
| Luz intentará obtener respuestas tras la desaparición de su padre luego del accidente. |              |                                                       |              |               |                           |
| 3 | 3            | «Luz anima a sus amigos a seguir adelante»            | Aldo Salvini | Abel Enríquez | 13 de diciembre de 2023   |
| Luz empieza a idear un plan junto a Juani, Santi y Willy para que puedan escapar de su cautiverio. |              |                                                       |              |               |                           |
| 4 | 4            | «León pierde la memoria»                              | Aldo Salvini | Abel Enríquez | 14 de diciembre de 2023   |
| Leon anhela recuperar su vida normal previa al accidente pero para ello primero debe recobrar su memoria. |              |                                                       |              |               |                           |
| 5 | 5            | «La maldad de Ágatha»                                 | Aldo Salvini | Abel Enríquez | 15 de diciembre de 2023   |
| Ágatha atentará contra la vida de la señora Guillermina Huanca tras verla como una peligrosa amenaza para sus planes. |              |                                                       |              |               |                           |
| 6 | 6            | «Luz tiene que buscar a su padre»                     | Aldo Salvini | Abel Enríquez | 18 de diciembre de 2023   |
| León empieza a recuperar la memoria, mientras que Luz se muestra decidida a encontrarlo. |              |                                                       |              |               |                           |
| 7 | 7            | «León comienza a recordar su pasado»                  | Aldo Salvini | Abel Enríquez | 19 de diciembre de 2023   |
| Luz es engañada por Petronilo y vuelve a caer en las manos de Ágatha. |              |                                                       |              |               |                           |
| 8 | 8            | «León está débil y necesita ayuda»                    | Aldo Salvini | Abel Enríquez | 20 de diciembre de 2023   |
| León sufre por las secuelas de su accidente siendo auxiliado por Eva y su padre. Anita y Benito descubren que Ágatha hace tráfico de menores. ¿Cuál será el destino de la pequeña Luz? |              |                                                       |              |               |                           |
| 9 | 9            | «Luz espantará a la pareja que la quiere adoptar»     | Aldo Salvini | Abel Enríquez | 21 de diciembre de 2023   |
| Luz y Petronilo ponen en marcha su plan para evitar que Ágatha se salga con las suyas. |              |                                                       |              |               |                           |
| 10 | 10           | «Un viejo enemigo regresa a la vida de León»          | Aldo Salvini | Abel Enríquez | 26 de diciembre de 2023   |
| Adán Cruces se reencuentra con León revelándose como su secuestrador. |              |                                                       |              |               |                           |
| 11 | 11           | «Adán sorprende a Luz»                                | Aldo Salvini | Abel Enríquez | 27 de diciembre de 2023   |
| Luz acompañada de Juani y Santi audiciona en un casting de pequeños talentos. Sin embargo, se sorprende tras ver a Adán en libertad y descubrir que él es el director del casting. |              |                                                       |              |               |                           |
| 12 | 12           | «León intentará escapar de sus captores»              | Aldo Salvini | Abel Enríquez | 28 de diciembre de 2023   |
| ¿Podrá León escapar de su cautiverio a manos de Adán Cruces? |              |                                                       |              |               |                           |
| 13 | 13           | «Adán quiere engañar a los niños»                     | Aldo Salvini | Abel Enríquez | 29 de diciembre de 2023   |
| Adán visita la casa de Luz haciéndole una tentadora propuesta a ella y a Juani, Santi, Willy y Elisa. Luz furiosa por el pasado bota a Adán de su casa. Sin embargo, ello le genera problemas con sus amigos. |              |                                                       |              |               |                           |
| 14 | 14           | «Los niños son encontrados por la malvada de Ágatha»  | Aldo Salvini | Abel Enríquez | 2 de enero de 2024        |
| Ágatha encuentra la ubicación de Luz, Juani, Willy, Santi y Elisa para atraparlos, pero los niños son defendidos por Bobby. Por otra parte, Eva sueña con casarse con León. |              |                                                       |              |               |                           |
| 15 | 15           | «León tendrá un plan para escapar»                    | Aldo Salvini | Abel Enríquez | 3 de enero de 2024        |
| León tiene un nuevo plan para escapar de su cautiverio. Mientras que Luz recibe por parte de Anita la mejor noticia de su vida descubriendo que su padre realmente está vivo. |              |                                                       |              |               |                           |
| 16 | 16           | «¿Luz confiará en Adán?»                              | Aldo Salvini | Abel Enríquez | 4 de enero de 2024        |
| Adán salva a Luz, Juani, Elisa, Santi y Willy de Ágatha y Manuel. Además, le revela a Anita y Guillermina su intención de querer convertir a Luz y sus amigos en mini estrellas. |              |                                                       |              |               |                           |
| 17 | 17           | «Luz y Elisa no medirán el peligro de la calle»       | Aldo Salvini | Abel Enríquez | 5 de enero de 2024        |
| Elisa y Luz van en búsqueda de León sin darse cuenta de que ellas mismas se están poniendo en riesgo. |              |                                                       |              |               |                           |
| 18 | 18           | «Eva intentará conquistar a León»                     | Aldo Salvini | Abel Enríquez | 8 de enero de 2024        |
| Eva le abrirá las puertas al amor estando decidida a conquistar a León. |              |                                                       |              |               |                           |
| 19 | 19           | «Anita descubrirá el secreto de Benito»               | Aldo Salvini | Abel Enríquez | 9 de enero de 2024        |
| Anita sufrirá por amor tras descubrir que Benito le ocultó la verdad de que tiene un hijo con Rebeca. |              |                                                       |              |               |                           |
| 20 | 20           | «León irá a buscar la verdad»                         | Aldo Salvini | Abel Enríquez | 10 de enero de 2024       |
| Tras perder la confianza en todos y tener muchas dudas, León saldrá de las sombras en búsqueda de la verdad. |              |                                                       |              |               |                           |
| 21 | 21           | «León recordará a la mujer que ama»                   | Aldo Salvini | Abel Enríquez | 11 de enero de 2024       |
| León hará un nuevo amigo quien lo ayudará a redescubrir su talento, lo que también hace que recuerde nuevamente a Alma Hermoza. |              |                                                       |              |               |                           |
| 22 | 22           | «León será víctima de una venganza»                   | Aldo Salvini | Abel Enríquez | 12 de enero de 2024       |
| León tomará la importante decisión de regresar a Villa Esperanza para buscar a Luz pero una terrible venganza lo detendrá. |              |                                                       |              |               |                           |
| 23 | 23           | «La vida de León corre peligro»                       | Aldo Salvini | Abel Enríquez | 15 de enero de 2024       |
| León está a punto de morir a manos de maleantes pero es salvado a último momento por un policía. Sin embargo, descubrirá que su vida sigue corriendo peligro tras deducir que el policía trabaja para Manuel. |              |                                                       |              |               |                           |
| 24 | 24           | «Elisa manipulará a sus amigos»                       | Aldo Salvini | Abel Enríquez | 16 de enero de 2024       |
| Elisa seguirá las órdenes de Ágatha envenenando a Luz en su intento por sabotearla, pero su plan fallará luego de que Willy se tome la bebida envenenada. |              |                                                       |              |               |                           |
| 25 | 25           | «Luz será víctima de un engaño»                       | Aldo Salvini | Abel Enríquez | 17 de enero de 2024       |
| Luz será víctima de un engaño por parte de Manuel y Petronilo que pondrá su vida en peligro. Sin embargo, Bobby y Anita llegarán rápidamente a su rescate. |              |                                                       |              |               |                           |
| 26 | 26           | «León volverá a caer en los engaños de Adán»          | Aldo Salvini | Abel Enríquez | 18 de enero de 2024       |
| León comienza a sospechar de Adán. Pero cae nuevamente en sus garras, cuando él le promete un encuentro con Luz. |              |                                                       |              |               |                           |
| 27 | 27           | «Manuel verá cara a cara a León»                      | Aldo Salvini | Abel Enríquez | 19 de enero de 2024       |
| Manuel visita la casa de Adán, sorprendiéndose de encontrar ahí a León, quien lo encara por todo el daño que le hizo. |              |                                                       |              |               |                           |
| 28 | 28           | «El reencuentro de León y Luz»                        | Aldo Salvini | Abel Enríquez | 22 de enero de 2024       |
| Luz hace un trato con Adán para finalmente reencontrarse con León solo a cambio de no revelarle que él es su padre. |              |                                                       |              |               |                           |
| 29 | 29           | «León tendrá un recuerdo con Luz»                     | Aldo Salvini | Abel Enríquez | 23 de enero de 2024       |
| A raíz de su encuentro con Luz, León empieza a recuperar la memoria mediante la música. |              |                                                       |              |               |                           |
| 30 | 30           | «Luz ayudará a León a recordar cosas»                 | Aldo Salvini | Abel Enríquez | 24 de enero de 2024       |
| Luz seguirá visitando a León para ayudarlo a recuperar la memoria. |              |                                                       |              |               |                           |
| 31 | 31           | «Bobby y los niños correrán peligro»                  | Aldo Salvini | Abel Enríquez | 25 de enero de 2024       |
| Bobby, Elisa, Juani, Willy y Santi son interceptados por delincuentes enmascarados que se llevan a la fuerza a Juani. ¿Quién estará detrás del secuestro? |              |                                                       |              |               |                           |
| 32 | 32           | «Juani fue capturada por delincuentes»                | Aldo Salvini | Abel Enríquez | 26 de enero de 2024       |
| El secuestro de la pequeña Juani a manos de su padre alerta a todos sus seres queridos pero también pone al descubierto varias de las mentiras de Ágatha. |              |                                                       |              |               |                           |
| 33 | 33           | «Petronilo le hará una confesión a León»              | Aldo Salvini | Abel Enríquez | 29 de enero de 2024       |
| Petronilo le confiesa a León que le mintió sobre su verdadera identidad revelándole que él trabaja para Manuel y Ágatha. A la vez, León sorprende a Manuel con la impactante noticia de que Ágatha le es infiel con Adán lo que lo llevará a tomar una severa decisión. |              |                                                       |              |               |                           |
| 34 | 34           | «Cada más cerca a la verdad»                          | Aldo Salvini | Abel Enríquez | 30 de enero de 2024       |
| Adán se entera por parte de Elisa que Luz revelará toda la verdad sobre León en su presentación en la TV por lo que este tratará de impedir que los planes de Luz se concreten. |              |                                                       |              |               |                           |
| 35 | 35           | «¿Benito es el padre de Tomás?»                       | Aldo Salvini | Abel Enríquez | 31 de enero de 2024       |
| Ágatha le revela a Manuel que lo estuvo envenenando en secreto y que acaba de darle su dosis final con la copa de vino que se tomó, por lo que Manuel furioso ahorca a Ágatha pero muere por los efectos del veneno antes de que logre matarla. Por otra parte, Benito empieza a dudar de Rebeca cuestionándose sobre su paternidad con Tomás. |              |                                                       |              |               |                           |
| 36 | 36           | «La condición de Luz»                                 | Aldo Salvini | Abel Enríquez | 1 de febrero de 2024      |
| Luz acepta regresar a la banda «Esperanza» con la condición de que Adán le permita ver a su padre seguidamente y sin restricciones. Además, Adán se deshace de Ágatha encargándose de que la arresten por sus terribles crímenes cometidos. En un intento desesperado por recuperar su libertad, Ágatha intenta disponer de la herencia de Manuel pero descubre que él no le dejó nada y que sus únicos herederos son Petronilo y Eva. |              |                                                       |              |               |                           |
| 37 | 37           | «Ágatha saldrá libre»                                 | Aldo Salvini | Abel Enríquez | 2 de febrero de 2024      |
| León sospecha cada vez más y más de Adán por lo que se pone a buscar pruebas en la habitación de él estando a punto de descubrir la verdad. Además, Ágatha está a un paso de salir en libertad gracias a la ayuda de Rubén, su nuevo abogado corrupto. |              |                                                       |              |               |                           |
| 38 | 38           | «¿Adán le dirá la verdad a León?»                     | Aldo Salvini | Abel Enríquez | 5 de febrero de 2024      |
| Adán intenta tranquilizar a León contándole una nueva mentira. Mientras que Luz, Juani, Elisa, Santi y Willy se encuentran atemorizados porque Ágatha salió de la cárcel. |              |                                                       |              |               |                           |
| 39 | 39           | «Petronilo es millonario»                             | Aldo Salvini | Abel Enríquez | 6 de febrero de 2024      |
| Luz sorprenderá a León con una nueva canción. Mientras que Ágatha va en búsqueda de Petronilo para revelarle la herencia que le dejó Manuel y para proponerle que sean «socios». |              |                                                       |              |               |                           |
| 40 | 40           | «León sabrá quién es en realidad»                     | Aldo Salvini | Abel Enríquez | 7 de febrero de 2024      |
| Eva se infiltra en la casa de Adán para confesarle toda la verdad a León sobre su verdadera identidad revelándole que él es un famoso cantante de cumbia y que es el padre de Luz. Sin embargo, en medio de su intento de fuga, Eva termina siendo atrapada por Adán. |              |                                                       |              |               |                           |
| 41 | 41           | «El final de Eva»                                     | Aldo Salvini | Abel Enríquez | 8 de febrero de 2024      |
| Ágatha sabotea la presentación de Elisa con el fin de culpar a Luz, por lo que Elisa en televisión en vivo reta a Luz a un duelo de canto. En otra parte, Adán mantiene secuestrada a Eva obligándola a decirle que fue lo que le confesó a León para luego asesinarla ahogándola con una almohada hasta la muerte. |              |                                                       |              |               |                           |
| 42 | 42           | «José Luis se reencontrará con Luz»                   | Aldo Salvini | Abel Enríquez | 9 de febrero de 2024      |
| Guillermina visita la casa de Adán para recriminarle por todo lo malo que está haciendo con los niños por lo que Adán intenta deshacerse de ella empujándola fuertemente con la intención de asesinarla. Además, Luz se reencuentra con José Luis en una clínica. |              |                                                       |              |               |                           |
| 43 | 43           | «Tomás se encuentra en peligro»                       | Aldo Salvini | Abel Enríquez | 12 de febrero de 2024     |
| León sospecha que algo malo le puede estar pasando a Luz. Mientras que Tomás, el hijo de Benito y Rebeca, sufre de una terrible tragedia tras ser atropellado. |              |                                                       |              |               |                           |
| 44 | 44           | «León será herido»                                    | Aldo Salvini | Abel Enríquez | 13 de febrero de 2024     |
| José Luis descubre que Luz está trabajando para Adán. A su vez, Ágatha y Adán le revelan sus verdaderas intenciones a León, pero este logra escapar de ambos. Sin embargo, en medio de su escape termina recibiendo un balazo por parte de Ágatha. |              |                                                       |              |               |                           |
| 45 | 45           | «Luz acepta el reto de canto de Elisa»                | Aldo Salvini | Abel Enríquez | 14 de febrero de 2024     |
| Luz, abrumada por el odio de Elisa, finalmente acepta enfrentarse a ella en un duelo de canto. |              |                                                       |              |               |                           |
| 46 | 46           | «La madre de Elisa aparecerá para recuperarla»        | Aldo Salvini | Abel Enríquez | 15 de febrero de 2024     |
| José Luis está convencido de que Adán esconde algo por lo que decide iniciar con sus investigaciones. Mientras que Mariella, la madre de Elisa, aparece para confrontar a Ágatha pidiéndole que le devuelva a su hija. |              |                                                       |              |               |                           |
| 47 | 47           | «Luz revelará su mayor secreto»                       | Aldo Salvini | Abel Enríquez | 16 de febrero de 2024     |
| Luz le revela a todos sus amigos y aliados lo que pasó realmente con León contándoles que su padre estuvo secuestrado durante tanto tiempo por Adán. |              |                                                       |              |               |                           |
| 48 | 48           | «Ágatha irá en contra de Mariella y los niños»        | Aldo Salvini | Abel Enríquez | 19 de febrero de 2024     |
| Ágatha va a buscar a Mariella para deshacerse de ella obligándola a tomar veneno pero ella es salvada justo a tiempo por Alicia y Petronilo. Más tarde, Ágatha encuentra a Juani, Santi y Willy rebuscando cosas en la habitación de Adán por lo que los castiga a golpes. |              |                                                       |              |               |                           |
| 49 | 49           | «Adán y Ágatha se casan»                              | Aldo Salvini | Abel Enríquez | 20 de febrero de 2024     |
| Ágatha logra su cometido de casarse con Adán. En el intento de León por escaparse de las garras de Adán, se reencuentra con José Luis quien se compromete a refugiarlo de los hombres de Adán. |              |                                                       |              |               |                           |
| 50 | 50           | «El duelo entre Luz y Elisa»                          | Aldo Salvini | Abel Enríquez | 21 de febrero de 2024     |
| Ágatha va a darle su apoyo a Luz y a los niños en su gran presentación, manipulando a Juani para que en medio de la presentación cuente toda la verdad sobre Adán. Por otra parte, Adán persuade a Elisa para que atraiga a Luz a una trampa y de esa forma él pueda tirar a la niña por las escaleras pero Elisa se arrepiente de eso a último momento salvando a Luz y traicionando a Adán. |              |                                                       |              |               |                           |
| 51 | 51           | «Mariella y León irán por sus hijas»                  | Aldo Salvini | Abel Enríquez | 22 de febrero de 2024     |
| Elisa y Luz se enfrentan en el duelo de canto. En medio de la premiación cuando están a punto de saber quién es la ganadora, Mariella interrumpe la transmisión del programa armando un escándalo contra Ágatha y confesándole de lejos a Elisa que ella es su mamá. Además, León también irá al programa en donde intentará entrar a como dé lugar para salvar a Luz de las manos de Adán. |              |                                                       |              |               |                           |
| 52 | 52           | «León y Luz por fin estarán juntos»                   | Aldo Salvini | Abel Enríquez | 23 de febrero de 2024     |
| León logra rescatar a Luz de Adán. Mientras que Adán desatará su furia en contra de Ágatha. Además, Elisa ayuda a Juani, Santi y Willy a escapar de la casa de Adán. |              |                                                       |              |               |                           |
| 53 | 53           | «Adán hará una grave acusación sobre León»            | Aldo Salvini | Abel Enríquez | 26 de febrero de 2024     |
| Adán miente sobre León ante la prensa e insinúa que él ha secuestrado a Juani, Willy y Santi, pero el cantante no se quedará callado decidiendo contar la verdad. |              |                                                       |              |               |                           |
| 54 | 54           | «Petronilo hará algo arriesgado por celos»            | Aldo Salvini | Abel Enríquez | 27 de febrero de 2024     |
| Luz lleva a León a una clínica para poder ver lo de su memoria. Además, Petronilo ha perdido la cabeza por amor a Anita y hará algo arriesgado contra ella y Bobby. Mientras que Luz, León y Anita sufren una balacera por sicarios mandados por Adán. |              |                                                       |              |               |                           |
| 55 | 55           | «Petronilo le hará daño a Bobby»                      | Aldo Salvini | Abel Enríquez | 28 de febrero de 2024     |
| Petronilo se atreve a agredir a Bobby dejándolo al borde de la muerte y en grave estado de salud. Además, Alicia le hace una propuesta a Rubén para finalmente hundir a Ágatha. |              |                                                       |              |               |                           |
| 56 | 56           | «Willy se encuentra mal»                              | Aldo Salvini | Abel Enríquez | 29 de febrero de 2024     |
| Willy sufre una descompensación por trabajar mucho y ser explotado por Adán. Además, León intentará llevarse información confidencial, incriminatoria y comprometedora sobre Adán, pero será atrapado por Ágatha y Rubén. Sin embargo, León logra salir ileso del encuentro y le entrega dicha información a José Luis para finalmente iniciar un proceso policial en contra de Adán. |              |                                                       |              |               |                           |
| 57 | 57           | «Petronilo será atrapado por la policía»              | Aldo Salvini | Abel Enríquez | 1 de marzo de 2024        |
| León averigua sobre lo que le pasó realmente a Willy. Además, Petronilo es atrapado por la policía por haber atentado contra la vida de Bobby mientras que Elisa se prepara para decir la verdad sobre su madre Mariella. |              |                                                       |              |               |                           |
| 58 | 58           | «¿Elisa dirá la verdad?»                              | Aldo Salvini | Abel Enríquez | 4 de marzo de 2024        |
| León convence a Benito para que exponga ante la prensa lo que le pasó a Willy. Además, en el programa La mirada oculta Mariella asesorada por Alicia hará todo lo posible para que Elisa no mienta. Elisa ignora las manipulaciones de Ágatha y en vivo cuenta toda la verdad sobre los malos tratos que ella, Juani, Willy, Santi y Luz recibieron de Ágatha y Adán. Finalmente, la fiscalía interviene en el programa para liberar a Elisa de la custodia de Ágatha y Adán, para luego enviarla a un orfanato para tristeza de ella y Mariella.                                                   |              |                                                       |              |               |                           |
| 59 | 59           | «Rubén pondrá una demanda en contra de Rebeca»        | Aldo Salvini | Abel Enríquez | 5 de marzo de 2024        |
| Rubén pone una denuncia en contra de Rebeca y le exige una prueba de ADN. Alicia va a la cárcel para visitar a Petronilo y convencerlo de confesarle todo sobre Ágatha. Petronilo accede a confesar, pero primero pide ver a León, a quien le revela la verdad sobre su accidente en Villa Esperanza. Además, Petronilo deduce el destino de Eva a manos de Adán y se lo cuenta a León, quien jura derrotar a Adán de una vez por todas para vengar a Eva. Finalmente, Adán cansado de León se prepara para matarlo, pero antes Ágatha atenta contra la vida de Adán empujándolo por las escaleras. |              |                                                       |              |               |                           |

## Recepción
Durante el día de estreno, Luz de esperanza alcanzó los picos de 18 puntos de rating según la encuestadora Kantar Ibope Media, equivalente a un millón 43 mil espectadores en Lima y seis ciudades, ocupando así el segundo lugar de la encuesta, siendo superado por la teleserie Al fondo hay sitio, que alcanzó 18,3 puntos.
Se impuso ante el programa Magaly TV, la firme y la telenovela Papá en apuros liderando la audiencia con más de un millón de espectadores (18 puntos), según Kantar Ibope Media. Por su parte, la productora Michelle Alexander aseguró que la telenovela obtuvo una buena acogida por los televidentes a nivel nacional, y que en ello se ha reflejado el trabajo de los actores así como de los productores y guionistas.
Además, previo al estreno de la telenovela, se reveló que el actor mexicano Sebastián Ligarde participaría en Luz de esperanza en donde tendría una participación especial para asumir el rol del villano Adán Cruces, retomando a su personaje antagónico de la tercera temporada de Luz de luna.